# The Last Barfighter
«The Last Barfighter» (укр. «Останній барний боєць») — фінальна, двадцять друга серія тридцять другого сезону мультсеріалу «Сімпсони», прем'єра якої відбулась 23 травня 2021 року у США на телеканалі «Fox».

## Сюжет
Одного вечора байкер потрапляє до «Конфіденційності», спільноти і бару для барменів, де вони збираються, щоб поговорити про історії, розказані їхніми клієнтами, зберігаючи все це у секреті. Байкером виявляється Мо Сизляк…
Якось на студії Барт і Мілгаус готуються до участі у зйомках «Шоу Клоуна Красті». Однак через втечу змій у павільйоні зйомки скасовують. Хлопчаки ідуть у сусідній павільйон, де знімають іспаномовне ігрове шоу  «¡Noches con Abejorrito!» (ісп. «Вечори з Бджоловіком!»).
Під час гри, як учасника запрошують Барта на сцену. Якщо він не засміється від жарту із набитим ротом, він отримає приз. Через те, що хлопчик не розуміє іспанської (перекладачем для нього був Мілгаус), Барт не сміється і виграє Калавера Грітандо, кришталевий череп.
Удома Гомер просить Барта віддати йому череп, оскільки всередині нього текіла, але той відмовляється і лише дразнить батька. Уночі, коли Барт спить, Гомер таки забирає череп. Гомер приносить Калавера до таверни Мо, де Мо починає розливати його всім друзям. Однак, ті переконують Мо хоча б раз приєднатися до них, оскільки він теж їхній друг.
Наступного ранку Мо прокидається, і починає згадувати все, що вони робили, п'яні, минулої ночі… У Сквідпорті сп'янілий Мо почав розповідати, як інші бармени розкривають одне одному таємниці в «Конфіденційності». Разом з цим, він розповідав секрети усіх перехожих. Гомер, шокований Мо, упустив череп, знищивши його…
У сьогоденні Мо отримує мітку від Артеміса, голови «Конфіденційності», про необхідність зустрічі. Він нагадує йому про одне єдине правило барменів ще з прадавніх часів — берегти секрети клієнтів. Мо не збираються виганяти, але його завсідників потрібно прибрати — закодувати…
Він біжить на Спрінґфілдську АЕС, щоб попередити про друзів, що їм введуть Антибух (англ. Antibooze), препарат, через який більше ніколи не можна буде пити. Однак, вже надто пізно — оскільки Барні, що не працює на станції, вже знайшли удома, і йому зробили ін'єкцію.
Мо, Гомер, Ленні та Карл починають тікати, бо тепер всі бармени міста проінформовані про них. Згодом Ленні та Карла укололи у темному провулку. Гомер з Мо біжить додому, щоб зібрати сім'ю та поїхати зі Спрінґфілда. Однак вдома доктор Гібберт, який у минулому був барменом, кодує Гомера…
За три місяці Гомер повністю змінився — став кращим чоловіком і батьком. Перед роботою він заходить до кав'ярні і зустрічає там інших колишніх завсідників, і вони згадують, як на краще змінилося їхнє життя після того, як вони кинули пити. Разом вони йдуть в омлетний бар, де зараз працює Мо, переживаючи найнижчу точку свого життя. Побачивши його в такому стані, вони підбадьорюють його і кажуть, що все одно хотіли б, щоб він був їхнім другом і барменом, хоча вони більше не можуть пити.
Коли у таверні Мо частує друзів, з'являється Артеміс і за таку дружбу навіть без алкоголю пропонує їм протиотруту. Ленні, Карл і Барні беруть її, але Гомер відмовляється. Тоді Мо й Артеміс знову кидають всіх барменів у місті на пошуки Гомера, щоб розкодувати його…
Наступного дня Ліса та Барт ведуть Меґґі на прогулянку. На тротуарі вони знаходять розбитий череп, Калавера Грітандо, на тротуарі, який знову дивовижним чином складається. Череп розповідає щось іспанською, після чого діти втікають.

## Виробництво
Ідея написання сюжета прийшла від продюсера «Сімпсонів» Джеймса Брукса: Мо ніколи раніше не пив із завсідниками, і через це зруйнував би усім життя. За словами виконавчого продюсера Метта Селмана, коли команда почала обговорювати передумову це, вони подумали: «А що, якби Мо був членом таємного товариства барменів типу Джона Уїка, але не вбивць?»
Персонажа Дідуся-Малюка, героя «Вечорів з Бджоловіком!» озвучив сценарист і продюсер серіалу Сезар Мезаріегос.
Спочатку епізод закінчувався б тим, що Гомерові запропонували вибрати шприц, який би дав йому потрібну кількість алкоголю в його житті. Гомер обрав шприц з написом «вино з вечерею». Однак, творча команда не не була впевнена, який сенс у цьому.

## Цікаві факти та культурні відсилання
- Сюжет серії є пародією на «Джона Уіка»[6][7].
  - Актор Іян Макшейн, який озвучив Артеміса, втілює персонажа Вінстона у «Джонові Уіку».
- Сцена, де Гомер викрадає кришталевий череп у Барта і замінює його на Меґґі, є пародією на початкову сцену фільма «Індіана Джонс: У пошуках втраченого ковчега»[8].
- Мо наливає текілу у рюмки, присвячені захопленню американських заручників у Тегерані 1979 року[8].
- Барні колись працював в «AutoZone», американській компанії з продажу автомобілів[8].
- На тротуарі Калавера Грітандо каже до дітей[9]:

|  | Остерігайтеся небезпеки алкоголю! У вашій родині є генетична схильність до залежності! Навіть у дитини. Оригінальний текст (ісп.) ¡Cuidado con los peligros del alcohol! ¡Su familia tiene una predisposición genética a la adicción! ¡Incluso la nena |

## Ставлення критиків і глядачів
Під час прем'єри серію переглянули 1,02 млн осіб з рейтингом 0.4, що зробило її найпопулярнішим шоу на каналі «Fox» тієї ночі, але найменш популярною серією на той час.
Тоні Сокол з «Den of Geek» дав серії три з половиною з п'яти зірок, сказавши:
|  | Серія — це весела, насичена екшенами та заплутана частина. Таємні товариства, випивка, велика стара потворна голова та Сімпсон у бігах. Це залишає нас перед підривно-комічним парадоксом. Чи порушить Гомер природний баланс Спрінґфілда, якщо його не розкодують? Красива двозначність, але це останній дзвінок у сезоні…. |

Джессі Берета із сайту «Bubbleblabber» оцінив серію на 8,5/10, сказавши:
|  | Незалежно від того, наскільки незбалансованою була серія, у шоу все одно вдалося запакувати весь необхідний гумор… Дивно, але однією з найцікавіших частин було спостерігати за Гомером, який грає тверезого прямого чоловіка і насправді є хорошим батьком і чоловіком. З огляду на те, що якість епізодів у другій половині 32 сезону погіршилася, було втішно, що [сезон] „Сімпсонів“ закінчилися на сильній ноті. |

Згідно з голосуванням на сайті The NoHomers Club більшість фанатів оцінили серію на 5/5 із середньою оцінкою 4,38/5.